# National Capital Planning and Development Committee
Das National Capital Planning and Development Committee (NCPDC; Nationales Hauptstadt-Planungs- und Entwicklungskomitee) war eine Planungsbehörde der australischen Regierung. Sie wurde 1938 geschaffen, um die bauliche Entwicklung von Canberra zu beaufsichtigen.

## Geschichte
Aufgabe der NCPDC war die Beratung des Innenministers, damit dieser den von Walter Burley Griffin entworfenen Bebauungsplan umsetzen konnte. Darüber hinaus sollte sie hohe ästhetische und architektonische Standards durchsetzen, die einer Hauptstadt würdig sind. Die NCPDC hatte keinerlei Weisungsgewalt, sodass ihr Rat mit der Zeit immer öfter ignoriert und Entscheide über sie hinweg getroffen wurden. Das Wachstum der Stadt war viel langsamer als ursprünglich geplant, weil der Umzug der Ministerien von Melbourne nach Canberra sich um Jahre verzögerte. Die Regierung war unzufrieden mit der Entwicklung und setzte 1954 eine Untersuchungskommission des Senats ein. Aufgrund ihrer Empfehlungen wurde die NCPDC 1958 durch die National Capital Development Commission ersetzt, die mit beträchtlichen Finanzmitteln und weitreichenden Befugnissen ausgestattet war.

## Weitere Behörden
Vorgänger bzw. Nachfolger des NCPDC waren folgende Behörden:
- 1921–1924: Federal Capital Advisory Committee
- 1925–1930: Federal Capital Commission
- 1958–1989: National Capital Development Commission
- seit 1989: National Capital Authority